# Benno Löbmann
Benno Löbmann (* 10. April 1914 in Callenberg; † 29. Juli 1991 in Augsburg) war ein deutscher römisch-katholischer Geistlicher und Kirchenrechtler.

## Leben
Löbmann empfing am 31. Juli 1938 in Schirgiswalde das Sakrament der Priesterweihe.
1953 begann seine akademische Lehrtätigkeit als Dozent für Kirchenrecht am Philosophisch-Theologischen Studium Erfurt (heute Katholisch-Theologische Fakultät der Universität Erfurt). Mit der Dissertationsschrift Der kanonische Infamiebegriff in seiner geschichtlichen Entwicklung: Unter besonderer Berücksichtigung der Infamielehre des Franz Suarez promovierte er 1956 zum Dr. iur. can. 1962 wurde er in Erfurt zum Professor für Kirchenrecht ernannt, wo er bis zu seiner Emeritierung 1979 lehrte.

## Schriften (Auswahl)
- Der kanonische Infamiebegriff in seiner geschichtlichen Entwicklung: Unter besonderer Berücksichtigung der Infamielehre des Franz Suarez (= Erfurter Theologische Studien, 1). St. Benno, Leipzig 1956.
- Zweite Ehe und Ehescheidung bei den Griechen und Lateinern bis zum Ende des 5. Jahrhunderts. St. Benno, Leipzig 1980.